# Amerikanische Großschabe

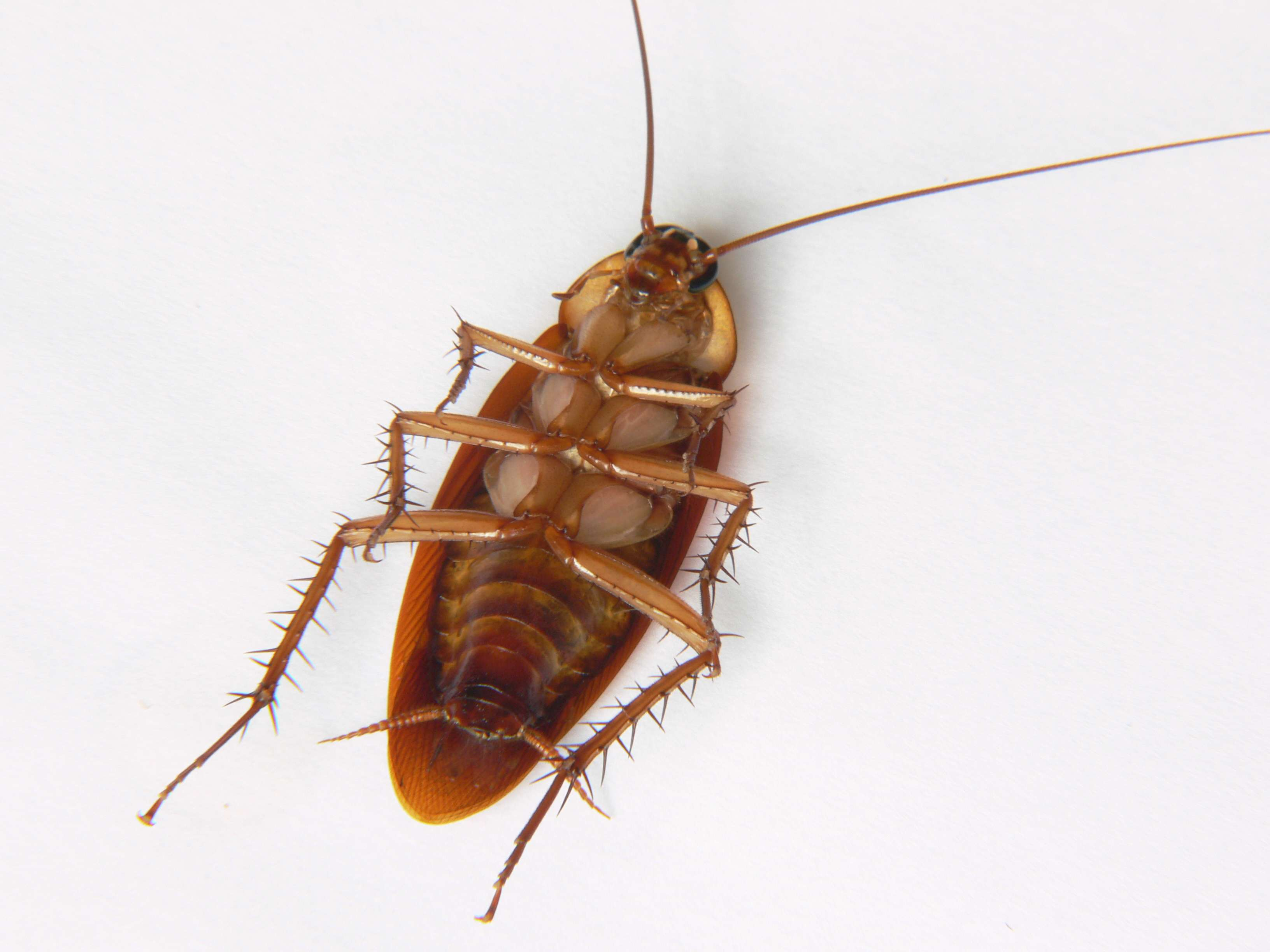
Unterseite

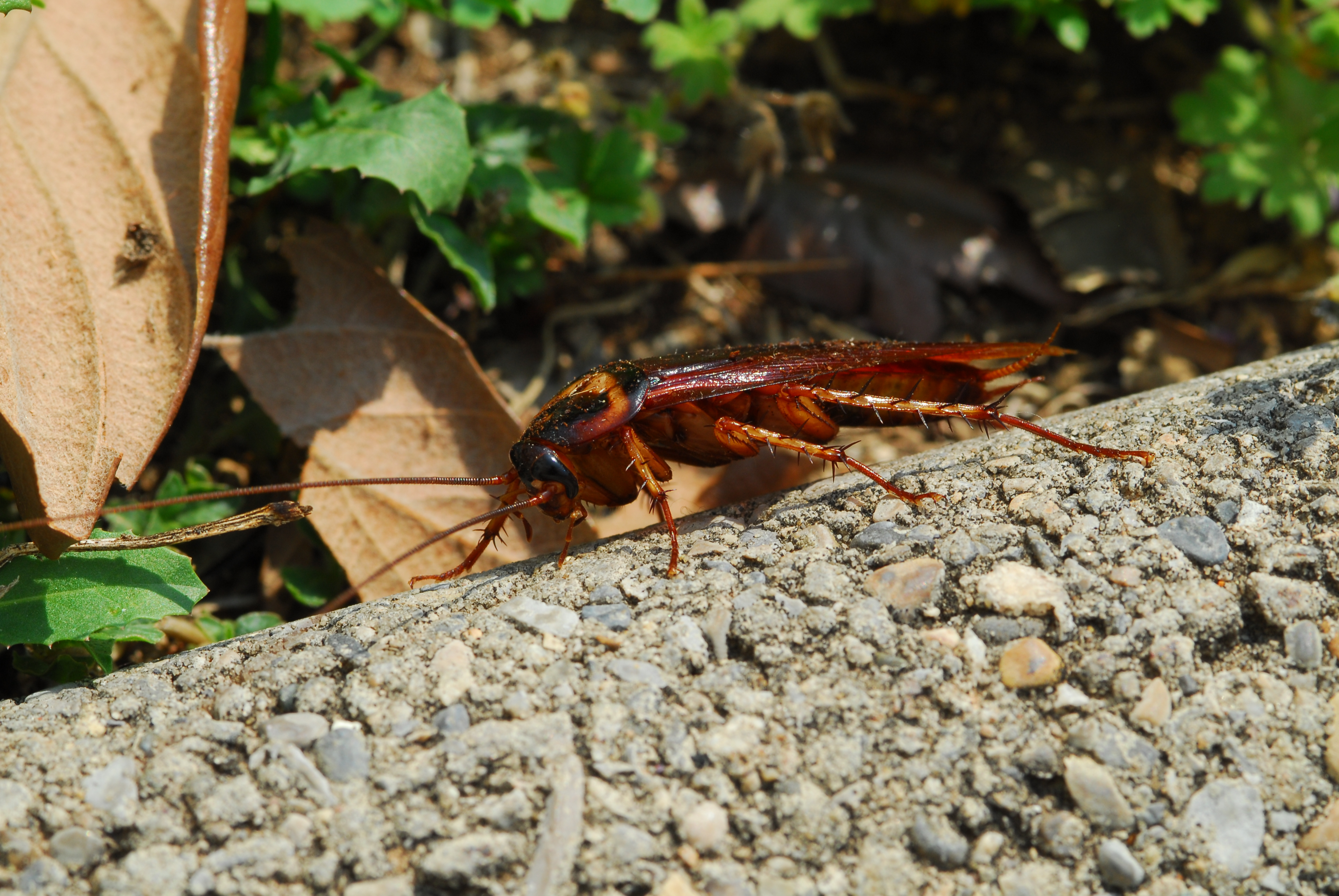
Seitenansicht

Die Amerikanische Großschabe (Periplaneta americana) ist eine Schabe aus der Familie der Blattidae.
Sie ist eine der Küchenschaben (Kakerlaken) genannten Vertreter der Gattung.

## Merkmale
Die Schaben werden zwischen zwei und vier Zentimeter lang und haben eine rotbraune Körperfarbe. Der Halsschild (Pronotum) ist sehr groß, die Beine kräftig, die Fühler sind lang und die Flügel gut ausgebildet, sodass die Tiere flugfähig sind. Sie fliegen aber nur selten, sondern bewegen sich überwiegend laufend fort. Die Flügel der Weibchen sind kürzer als die der Männchen.

## Vorkommen
Die Amerikanische Großschabe war ursprünglich vermutlich in Südasien verbreitet, mittlerweile hat sie sich aber in weiten Teilen der klimatisch begünstigten Erde ausgebreitet. Sie ist in ganz Nordamerika heimisch und in nahezu sämtlichen Häfen der Welt zu finden. Amerikanische Großschaben bevorzugen aber warmes Klima und vertragen keine Kälte, fehlen somit in kalten Regionen, bzw. können sich dort nur lokal an warmen und trockenen Orten etablieren. In Mitteleuropa trifft man auf diese Art nur in warmen Gegenden.

## Lebensweise
Die Schaben sind Schädlinge in Häusern und Wohnungen, in denen sie genügend Lebensmittel als Nahrung finden. Sie sind wie die meisten Schabenarten lichtscheu und in ihrer Bewegung sehr flink. Ihr flacher Körper ermöglicht es ihnen, unter sehr schmale Ritzen zu kriechen, um sich zu verstecken.
In Laborexperimenten wurde nachgewiesen, dass die Tiere dieser Art sich im Erdmagnetfeld orientieren können und dass ihr Magnetsinn mit dem der Zugvögel vergleichbar ist.

## Entwicklung
Die rotbraunen, 7 bis 12 Millimeter langen Ootheken werden vom Weibchen im lockeren Boden vergraben und getarnt oder in Ritzen versteckt. Die Entwicklungsdauer beträgt 5 bis 12 Monate.